# Liotella mackenae
Liotella mackenae är en snäckart som först beskrevs av Dell 1956.  Liotella mackenae ingår i släktet Liotella och familjen pärlemorsnäckor. Inga underarter finns listade i Catalogue of Life.